# Patrizia Laeri

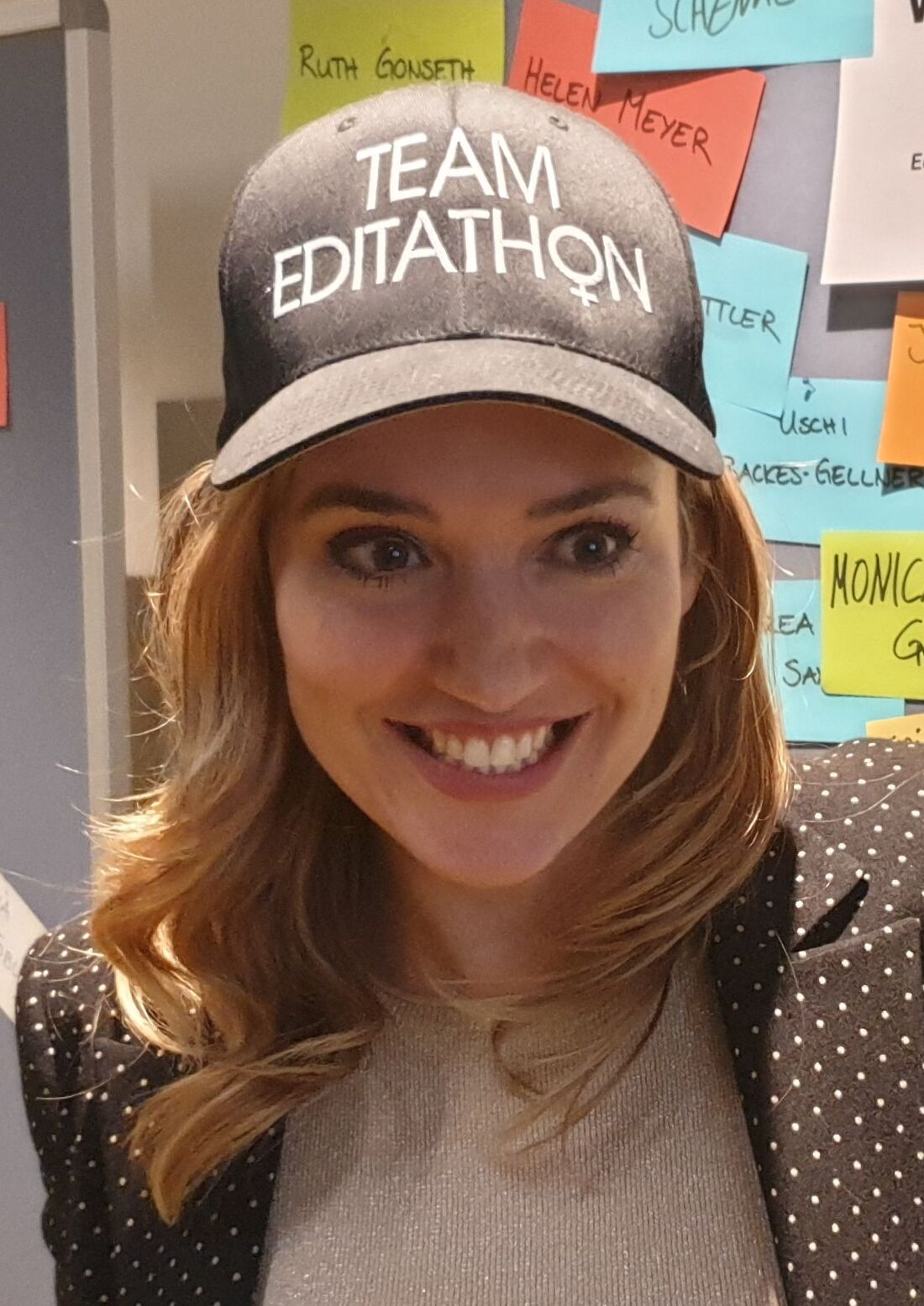
Patrizia Laeri beim Wikipedia Editathon für Frauen, den sie 2019 in Zürich organisierte

Patrizia Sereina Laeri (* 9. Mai 1977) ist eine Schweizer Unternehmerin, Wirtschaftsjournalistin und Moderatorin. Von 2003 bis Juni 2020 arbeitete sie beim Schweizer Fernsehen. 2020 war sie Chefredaktorin bei CNNMoney Switzerland. 2021 gründete Laeri das Finanzunternehmen elleXX universe AG.

## Leben
Laeri wuchs im zürcherischen Flurlingen auf und besuchte die Kantonsschule Rychenberg. Sie studierte an der Universität Zürich und in Madrid Betriebswirtschaftslehre. Ihr BWL-Studium schloss sie mit «Magna cum laude» ab. Nach ihrem Studium absolvierte Laeri ein Volontariat bei der NZZ.
Laeri ist verwitwet, hat zwei Söhne und lebt in Männedorf. Sie setzt sich ein für flexiblere Tagesstrukturen, «Elternzeit», vorübergehende Frauen-Quoten und mehr Frauen in Spitzenpositionen in der Wirtschaft. Sie ist eine passionierte Malerin.

## Karriere beim Schweizer Fernsehen
Von 2003 bis Juni 2020 arbeitete sie beim Schweizer Fernsehen. Von 2005 bis 2012 war sie als Wirtschaftsredaktorin für die Sendungen 10vor10 und Tagesschau tätig. Von 2007 bis 2020 moderierte sie die Wirtschaftssendung SRF Börse sowie als Stellvertreterin von Reto Lipp das wöchentliche Wirtschaftsmagazin ECO.
Seit 2009 moderiert sie Podiumsdiskussionen, Konferenzen und Fachtagungen, schwerpunktmässig zu Themen der Wirtschaft.
Sie realisierte Reportagen aus dem Iran, Sibirien, Indien, Russland oder Nordkorea für die Sendungen «10vor10», «Rundschau» und «Tagesschau» des Schweizer Fernsehens.
Im Juni 2011 reiste sie schwanger und als erste deutschsprachige TV-Journalistin nach Nordkorea. Für diese Reise habe das Fernseh-Team monatelang verhandeln müssen. Nach Ausstrahlung der Beiträge wurde kritisiert, das SRF sei auf Nordkorea hereingefallen und das repressive Regime könne mit den gezeigten verharmlosenden Bildern zufrieden sein.
Ab 2011 moderierte sie regelmässig am Weltwirtschaftsforum (WEF) in Davos. 2018 leitete sie die WEF-Debatte Democracy in a Post-Truth Era und 2019 diskutierte sie am WEF zum Thema Beyond GDP: what really matters in life. Seit 2016 moderiert sie live vom Swiss Economic Forum (SEF). Sie interviewte dabei Nobelpreisträger wie Angus Deaton, Robert Shiller, Daniel Kahneman, den Erfinder des World Wide Web, Sir Tim Berners Lee oder Politiker wie John Kerry oder Gordon Brown. 2017 und 2018 moderierte sie live vom World Web Forum.
Seit 2017 ist Laeri im Fachbeirat des Steuergremiums «Institute for Digital Business» der HWZ. 2018 moderierte sie für das SRF das Sechseläuten in Zürich. In der Zeitung Blick schreibt sie seit 2018 eine zweiwöchentlich erscheinende Kolumne unter dem Label #aufbruch.
Per Ende Juni 2020 beendete Patrizia Laeri ihre Tätigkeit bei Schweizer Radio und Fernsehen.

## Chefredaktorin bei CNNMoney Switzerland
Am 1. Juli 2020 wurde sie Chefredaktorin beim englischsprachigen Sender CNNMoney Switzerland, der nicht zum US-amerikanischen Fernsehsender CNN gehört. Der Sender gab am 17. August 2020 bekannt, dass er Konkurs angemeldet hat und den Betrieb aus finanziellen Gründen bis spätestens Ende August einstellen wird.

## Gründung des Finanz- und Medienportals elleXX
Im Oktober 2021 gründete Laeri zusammen mit Nadine Jürgensen und Simone Züger das Finanz- und Medienportal elleXX. Sie leitet das Unternehmen als CEO. Das Unternehmen informiert über Finanzlücken im Leben von Frauen, bietet Finanzbildung und digitale Lösungen. Laeri setzt sich in den Medien und zahlreichen Anlässen als Expertin und Speakerin für Finanzbildung ein und publiziert regelmässig über Anlage- und Vorsorgethemen. Das Unternehmen hat 2023 das grösste Crowdinvesting für Gründerinnen in Europa erzielt. 2024 publizierte Laeri zusammen mit Jürgensen ein Finanzbuch, welches den Geldlücken zwischen den Geschlechtern auf den Grund geht und Lösungen präsentiert.

## Auszeichnungen
- Wirtschaftsjournalistin des Jahres 2019 des Branchenmagazins Schweizer Journalist[25]
- Gewinnerin des Global Digital Female Leaders Award 2019 von GDW[26]
- Wirtschaftsjournalistin des Jahres 2022 des Branchenmagazins Schweizer Journalist[27]
- Gewinnerin und Honorary Mention Swiss Diversity Award 2022, Kategorie Geschlecht[28]

## Publikationen
- Patrizia Laeri, Nadine Jürgensen: Close the Gaps! Geld und Gleichstellungen für Rebellinnen, Beobachter, Zürich 2024, ISBN 978-3-03875-570-8.